# Gandheralophus
Gandheralophus — вимерлий рід ізектолофідних непарнопалих ссавців, відомих з еоцену Пакистану, з двома відомими видами: G. minor і G. robustus, обидва описані в 2012 році.

## Відкриття
Gandheralophus minor відомий з голотипу GSP−UM 6770, часткового зубного ряду з правим третім премоляром до третього моляра in situ та з багатьох інших супутніх матеріалів. Голотип був зібраний у кар'єрі Gandhera, провінція Белуджистан, Пакистан, з пізнього раннього еоцену (іпрський етап) верхньої частини верхньої формації Ghazij. G. robustus відомий з голотипу GSP-UM 6768, часткової щелепи та інших супутніх матеріалів. Усі зразки, віднесені до Gandheralophus, являють собою часткові зуби та нижню щелепу та походять з іпрського етапу верхньої частини верхньої формації Газідж.

## Етимологія
Gandheralophus вперше був названий Пітером Міссіяном і Філіпом Д. Джінгеричем у 2012 році, а типовим видом є Gandheralophus minor. Родова назва походить від Gandhera, що відноситься до Gandhera Quarry, місцевості, де вперше було зареєстровано рід, і грецького lophus, «гребінь», загального суфікса в назвах тапіроморфів.